# Гринберг, Григорий Лазаревич
Григо́рий Ла́заревич Гри́нберг (3 июня 1929, Кишинёв, Бессарабия — 2013, Хайфа) — молдавский советский спортсмен и тренер (футбол, настольный теннис), педагог-методист.
Четырёхкратный чемпион СССР в одиночном (1957), парном (с Геннадием Авериным, 1960) и смешанном (1958) разрядах; бронзовый призёр в 1954 и 1956 годах (в паре с Фимасом Душкесасом). 34-кратный чемпион Молдавии (1945—1979) и чемпион СНГ среди ветеранов (1992). Первый в Молдавии мастер спорта (1953) и почётный мастер спорта по настольному теннису. Выступал в составе первой советской сборной команды по настольному теннису (1954—1964).

## Биография
Из спортивной семьи — все старшие братья стали спортсменами: Моня (с 1936 года в подмандатной Палестине) был чемпионом ишува по шахматам; Мортхе (известный как Мара Гринберг) два года подряд (1934, 1935) признавался лучшим нападающим футбольной команды «Маккаби» (Бессарабия), а с 1936 года играл в футбольных клубах Бразилии; Исаак стал победителем первого советского чемпионата Кишинёва по шахматам в 1940 году (и погиб на фронте во время Великой Отечественной войны). Отец, Лейзер Гринберг, умер, когда младшему сыну было четыре года.
В 1951 году окончил Молдавский республиканский техникум физической культуры, в 1953 году — исторический факультет Кишинёвского педагогического института им. И. Крянгэ (1953). С 1946 года был нападающим сборной Молдавии по футболу, выступал за «Динамо» (Кишинёв), в составе которого стал победителем Кубка Молдавской ССР; с 1949 года — многократный чемпион Кишинёва по настольному теннису, 20-кратный чемпион Центрального совета ДСО «Локомотив». С 1950 года на протяжении десятилетия входил в десятку сильнейших игроков страны (тогда выступал за общество «Буревестник»). В 1951 году стал бронзовым призёром первого Всесоюзного турнира по настольному теннису. В паре с С. Куньшиной занял третье место на II Спартакиаде народов СССР (1959).
На протяжении десятилетий был главным тренером по настольному теннису общества «Локомотив» и старшим тренером отделения настольного тенниса ДЮСШ № 1 Молдавской железной дороги в Кишинёве. С 1996 года в Израиле.
Автор пособий «Настольный теннис: техника, тактика, методика обучения» (Лумина: Кишинёв, 1973) и «Настольный теннис в школе: Пособие для учителей» (Лумина: Кишинёв, 1988). Оставил воспоминания о становлении настольного тенниса в Молдавии.
Первый открытый республиканский турнир памяти Григория Гринберга был проведён федерацией настольного тенниса Молдовы в 2014 году. Среди воспитанников Г. Л. Гринберга — чемпионы Молдавии Лидия Гринберг, Наталья Ремезова, Елена Сергеева, Александр Босляков и Владимир Семипядный, мастера спорта Александр Бабаков, Юрий Терзи, Зиновий Павло и Семён Фридман.

## Книги
- Г. Л. Гринберг, В. А. Одинец. Спортсмены Молдавии на международной арене. Кишинёв: Картя молдовеняскэ, 1972. — 109 с.[22][23]
- Г. Л. Гринберг. Настольный теннис: техника, тактика, методика обучения. Под редакцией заслуженного тренера МССР И. С. Московича. Кишинёв: Лумина, 1973. — 95 с.
- Г. Л. Гринберг. Настольный теннис в школе: Пособие для учителей. Кишинёв: Лумина, 1988. — 120 с.
- G. L. Grinberg. Tenisul de masă în şcoală (на молдавском языке). Кишинёв: Лумина, 1988. — 122 с.[24]

## Семья
- Жена — Валерия Андреевна Гринберг.
  - Дочь — Лидия Гринберг, многократная чемпионка Молдавии по настольному теннису, тренер.
  - Сын — Владимир Гринберг, мастер спорта по настольному теннису.